# Dzikus z prowincji
Dzikus z prowincji (ang. Wild in the Country) – amerykański film z 1961 roku w reżyserii Philipa Dunne z udziałem Elvisa Presleya w roli głównej.

## Obsada
- Elvis Presley jako Glenn Tyler
- Hope Lange jako Irene Sperry
- Tuesday Weld jako Pani Noreen Martin
- Millie Perkins jako Betty Lee Parsons
- Rafer Johnson jako Davis
- John Ireland jako Phil Macy
- Gary Lockwood jako Cliff Macy
- William Mims jako wuj Rolfe Braxton
- Raymond Greenleaf jako doktor Underwood
- Christina Crawford jako Monica George
- Jack Orrison jako doktor Creston (niewymieniony w czołówce)
- Pat Buttram jako Pan Longstreet, mechanik (niewymieniony w czołówce)
- Jason Robards Sr. jako sędzia Tom Parker (niewymieniony w czołówce)
- Red West jako brat Glenna (niewymieniony w czołówce)

## Ścieżka dźwiękowa

### Lista utworów
1. „Wild in the County” (George Weiss, Hugo Peretti, Luigi Creatore)
2. „I Slipped, I Stumbled, I Fell” (Ben Weisman, Fred Wise)
3. „In My Way” (Ben Weisman, Fred Wise)
4. „Husky Dusky Day” (duet a cappella z Hope Lange)